# Platacmaea
Platacmaea é um gênero de mariposa pertencente à família Acrolepiidae.